# Verchňodniprovsk
Verchňodniprovsk (ukrajinsky Верхньодніпровськ, rusky Верхнеднепровск), je město ve východní Ukrajině. Leží v severozápadní části Dněpropetrovské oblasti, 53 km východně od Dnipra. Po administrativně-teritoriální reformě v červenci 2020 patří do nově vzniklého Kamjanského rajónu, do té doby byl centrem Verchňodniprovského rajónu. Nachází se na pravém břehu Kamjanské přehrady.
Ve Verchňodniprovsku žije přibližně 15 tisíc obyvatel.

## Doprava
Z Dnipra se sem dá dojet po silnici (77 km).

## Dějiny
Na místě dnešního města existovala svobodná osada Grigorjevka již v 17. století, město bylo oficiálně založeno v roce 1780. V roce 1785 se přejmenovala na Novogrigorjevku a naposled roku 1806 na Verchňodniprovsk. Na konci 19. století zde žilo 7 671 obyvatel a nacházel se zde parní mlýn a továrny, které vyráběly svíčky, bižuterii nebo brikety. Roku 1956 byl Verchňodniprovsku přiznán status města.
Během druhé světové války byl Verchňodniprovsk okupován nacistickým Německem, a to od 21. srpna 1941 do 22. října 1943.

## Populace
Počet obyvatel v městě dosáhl vrcholu v roce 1989, kdy zde žilo 22 708 obyvatel. Od této doby počet obyvatel pozvolna klesá.